# Metelen
Metelen est une commune de Rhénanie-du-Nord-Westphalie (Allemagne), située dans l'arrondissement de Steinfurt, dans le district de Münster, dans le Landschaftsverband de Westphalie-Lippe.
La ville est jumelée avec la ville de Château-Renard, dans le Loiret en France.

## Personnalités
- Hans Tietmeyer y est né.